# Kartlewo
Kartlewo is een plaats in het Poolse district Goleniowski, woiwodschap West-Pommeren. De plaats maakt deel uit van de gemeente Przybiernów en telt 220 inwoners.